# Synchlora despictata
Synchlora despictata là một loài bướm đêm trong họ Geometridae.